# Hrabstwo Kenosha
Hrabstwo Kenosha (ang. Kenosha County) – hrabstwo w stanie Wisconsin w Stanach Zjednoczonych.
Obszar całkowity hrabstwa obejmuje powierzchnię 754,31 mil² (1953,65 km²). Według szacunków United States Census Bureau w roku 2009 miało 165 382 mieszkańców. Jego siedzibą administracyjną jest Kenosha.
Hrabstwo zostało utworzone z Racine w 1850. Nazwa pochodzi od indiańskiego słowa oznaczającego "miejsce szczupaka".
Na obszarze hrabstwa znajdują się rzeki Des Plaines, Fox, Pike i Root oraz 33 jeziora.

## Miasta
- Brighton
- Kenosha
- Paris
- Randall
- Somers
- Wheatland

## Wsie
- Bristol
- Genoa City
- Paddock Lake
- Pleasant Prairie
- Salem Lakes
- Somers
- Twin Lakes

## CDP
- Camp Lake
- Lily Lake
- Powers Lake
- Wilmot